# Проти Бродвею
«Проти Бродвею» (англ. Bucking Broadway) — німий чорно-білий вестерн 1917 року, один з перших фільмів Джона Форда.

## Сюжет
На ранчо Клейтона в штаті Вайомінг простий ковбой Гаррі Шайєнн попросив руки Гелен, дочки управляючого ранчо. Він подарував дівчині вистругане дерев'яне сердечко, пообіцявши прийти до неї на допомогу, якщо вона надішле йому цей амулет.
Незабаром мають відбутися заручини Гаррі і Гелен. В цей же час на ранчо з інспекцією приїжджає «столична штучка» Юджин Торнтон. Він привабливий, він впливовий. Більш того, Торнтон вміє поводитися з кіньми не гірше за будь ковбоя: на очах у всіх він приборкав жеребця, якого місцеві звуть «вбивцею ковбоїв». І простачка Гелен, підкорена всією цією мішурою, збігає з Юджином напередодні заручин, та їде з ним у Нью-Йорк, де Торнтон обіцяв з нею одружитися. Але у великому місті дівчина раптом зрозуміла, що здійснює непоправну помилку. У листі до Гаррі вона відправляє сердечко з проханням забрати її додому. І Гаррі Шайєнн встигає в Нью-Йорк саме напередодні заручин Торнтона і Гелен. Незважаючи на те, що цей телепень вперше в місті, він знайде тут людей, які допоможуть йому повернути дівчину.

## У ролях
- Гаррі Кері — Гаррі Шайєнн
- Моллі Мелоун — Гелен Клейтон
- Л.М. Веллс — Бен Клейтон
- Вестер Пегг — Євген Торнтон
- Вільям Стіл — Бак Гувер
- Гертруда Естор — Гледіс
- Марта Меттокс — вражений клієнтів в магазині

## Цікаві факти
В 1916–1919 роках Гарі Керрі зіграв Гаррі Шайєнна в 20 фільмах (з них тільки 3 короткометражні).